# Janusz Kruciński
Janusz Kruciński (ur. 29 czerwca 1974 w Katowicach) – polski aktor teatralny i dubbingowy.
Absolwent Lart StudiO prowadzonego przez aktorów krakowskich teatrów: „Starego”, „Słowackiego” i „STU” oraz wykładowców PWST w Krakowie. W latach 1994–1995 występował z quasi-teatralnym „Kabaretem Artura I.” W 1995 rozpoczął naukę w Studium Wokalno-Aktorskim przy Teatrze Muzycznym im. Danuty Baduszkowej w Gdyni. W 1996 roku zaczął pracę w Teatrze Rozrywki w Chorzowie. Od 2001 roku jako wolny strzelec współpracuje z teatrami muzycznymi w całej Polsce. W roku 2004 uzyskał dyplom aktora dramatu (egzamin eksternistyczny). 
Współpracował z wybitnymi postaciami polskiej muzyki, takimi jak Katarzyna Gärtner, Bartłomiej Gliniak, Krzysztof Herdzin, Zygmunt Konieczny, Włodzimierz Korcz, Zbigniew Łapiński, Piotr Rubik, Paweł Stankiewicz, Hadrian Tabęcki i wielu innych. W latach 2011–2013 wokalista rockowego zespołu Ordalia. Młodzi widzowie mieli okazję usłyszeć jego głos w wielu produkcjach animowanych. Od lat zajmuje się również pisaniem tekstów oraz tłumaczeniem piosenek na potrzeby sceny i estrady. Pasjonat fotografii. Jego zdjęcia, ukazujące kulisy powstawania spektakli, były prezentowane w szczecińskiej Operze na Zamku, poznańskim Teatrze Muzycznym, oraz w Teatrze Muzycznym Roma w Warszawie. Jest współautorem unikatowego albumu Les Misérables - narodziny sztuki (TM Roma 2011), poświęconego warszawskiej inscenizacji tego musicalu.
W roku 2005 na Festiwalu im. Anny German Tańczące Eurydyki w Zielonej Górze zdobył Nagrodę Związku Artystów Scen Polskich, Nagrodę Publiczności, oraz Grand Prix Festiwalu. Nominowany do „Złotej maski” 2007 za tytułowe role w chorzowskiej inscenizacji musicalu Jekyll & Hyde. W roku 2017 podczas XI edycji Teatralnych Nagród Muzycznych im. Jana Kiepury zdobył tytuł najlepszego wokalisty musicalowego.
W październiku 2023 roku nakładem Teatru Muzycznego w Poznaniu ukazała się książka jego autorstwa. Wojownicy lepszego jutra to bogato ilustrowana fotografiami (Damian Hornet, Janusz Kruciński) opowieść o realiach pracy pewnej grupy aktorek i aktorów, kojarzonych głównie ze scenami teatrów muzycznych, ale również o blaskach i cieniach tego zawodu w ogóle.

## Role

### Teatr RozrywkiwChorzowie
- Ania z Zielonego Wzgórza (Gilbert od 1997)
- Człowiek z La Manchy (Pedro – 1997)
- Skrzypek na dachu (Sasza, Mendel, Perczyk – od 1998)
- Evita (Che – od 1999)
- Na szkle malowane (Janosik – od 1999)
- The Rocky Horror Show (Rocky – 1999, Frank’n‘Further – od 2003)
- Jesus Christ Superstar (Piotr – 2000, Jezus – od 2003)
- Jekyll & Hyde (Henry Jekyll/Edward Hyde – 2007)

### Opera na ZamkuwSzczecinie
- West Side Story (Tony – 2001)
- Królewna Śnieżka (Królewicz – od 2001)
- Rent (Roger – 2008)
- My Fair Lady (Henry Higgins – 2021)

### Teatr Muzyczny im. Danuty BaduszkowejwGdyni
- Atlantis (Sylvan – 2001)
- Jesus Christ Superstar (Jezus – od 2003)
- Notre Dame de Paris (Quasimodo – 2016)

### Teatr Muzyczny RomawWarszawie
- Miss Saigon (Chris – od 2002)[2]
- Taniec Wampirów (Chagal – 2005)[2]
- Les Misérables (Jean Valjean – 2010)[2]
- Deszczowa piosenka (Tenor – 2012)[2]
- Mamma Mia! (Sam Carmichael – 2015)[2]
- Piloci (Prezes – 2017)[2]
- Aida (Dżoser – 2019)[2]
- Waitress (Earl – 2021)[2]
- We Will Rock You (Buddy, Khashoggi – 2023)[2]
- Alicja w Krainie Czarów (Biały Królik – 2015, NOVA Scena)[2]
- Przypadki Robinsona Crosoe (Robinson Crusoe – 2019, NOVA Scena)[2]

### Teatr RampawWarszawie
- Sztukmistrz z Lublina (Kantor – 2004)
- Złota Kaczka (Pietrek – 2005)
- Brat naszego Boga (Hubert – 2006)
- Jajokracja – 2006
- FOGG. Autobiografia w 21 piosenkach – 2012

### Teatr im. Wandy SiemaszkowejwRzeszowie
- George & Ira Gershwin – 2007

### Teatr MuzycznywPoznaniu
- Jekyll & Hyde (Jekyll/Hyde – 2014)[1]
- Evita (Che/Peron – 2015)[1]
- Jesus Christ Superstar (Judasz – 2016)[1]
- Virtuoso (I. J. Paderewski – 2020)[4]

### Teatr MuzycznywŁodzi
- Les Misérables (Jean Valjean – od 2018)
- Jesus Christ Superstar (Judasz – od 2018)
- Złap mnie, jeśli potrafisz (Catch Me If You Can) (Frank Abagnale Sr. – 2023)
- Dracula (Vlad Palownik/Dracula – 2024)
- Mamma Mia! (Bill – 2025)

### Warszawska Opera Kameralna
- Company (Robert/Bobby – 2022)

### Opera Krakowska
- Kopernik (Mikołaj Kopernik – 2023)[5]

## Inne występy
- Kabaret Artura I. prowadzony przez Artura Ilgnera (do 1995 roku)
- Babskie śpiewanie – koncert na Festiwalu Piosenki Country w Mrągowie
- Szansa na sukces – piosenki zespołu DeMono
- Start w TVN – meta na scenie
- Melodie Broadwayu – rewia piosenek musicalowych
- Msza beatowa Katarzyna Gärtner & zespół “Hagar”
- Wigilia na Syberii – cykl koncertów z piosenkami Jacka Kaczmarskiego i Zbigniewa Łapińskiego
- A kto się odda w radość – oratorium Włodzimierza Korcza do tekstów Ernesta Brylla
- Vinctis Nonvictis – koncert pamięci ofiar zbrodni katyńskiej
- Tańczące Eurydyki – Festiwal im. Anny German, Zielona Góra 2005
- Tu es Petrus i Psałterz wrześniowy – oratoria Piotra Rubika do słów Zbigniewa Książka
- Listy z Placu Zgody – poemat symfoniczny Bartłomieja Gliniaka do słów Zbigniewa Książka
- Oratorium Kalwaryjskie – oratorium Bartłomieja Gliniaka do słów Zbigniewa Książka
- Niemen... inaczej – cykl koncertów poświęcony pamięci Czesława Niemena

## Nagrania płytowe
- Taniec Wampirów – Teatr Muzyczny ROMA 2006
- Joanna Lewandowska – „Najwcześniej później – Zakłady Płytowe 2006
- Szukamy stajenki – Too Funky Records 2008
- Oratorium Kalwaryjskie – Magic Records 2010
- Les Misérables – Teatr Muzyczny ROMA 2010
- Deszczowa Piosenka – Teatr Muzyczny ROMA 2012
- Ordalia – Nowe ordalia – Starkam Sp. J. 2013
- Alicja w Krainie Czarów – Teatr Muzyczny ROMA 2015
- Mamma Mia – Littlestar Services Limited 2015, licencja udzielona Teatrowi Muzycznemu ROMA
- Jekyll & Hyde - musical – Teatr Muzyczny w Poznaniu 2015
- Piloci – Teatr Muzyczny ROMA 2017
- Przypadki Robinsona Crusoe – Teatr Muzyczny ROMA 2019
- Virtuoso – Teatr Muzyczny w Poznaniu 2021